# Bronson Pelletier
Bronson Pelletier (Vancouver Island, 31 dicembre 1986) è un attore canadese.
Noto per i suoi ruoli in telefilm canadesi e per il ruolo del licantropo Jared nella saga cinematografica Twilight.

## Biografia
Ha origini Plain Cree, i suoi genitori provengono infatti dalla Askinootow First Nation.

Nel 2009 riesce ad entrare nel cast di The Twilight Saga: New Moon, secondo capitolo della fortunata serie sui vampiri, dove interpreta il licantropo Jared. Questo ruolo, per il quale viene confermato per le successive tre pellicole della saga, gli fa acquistare popolarità internazionale. Sempre nel 2009 è stato scelto per la promozione del film New Moon in Danimarca e Nuova Zelanda, dove ha partecipato all'Armageddon Expo.
Nel mese dicembre 2012 l'attore è stato arrestato per aver urinato, in evidente stato di ebbrezza, presso l'Aeroporto Internazionale di Los Angeles.

## Filmografia
- Dinosapien - serie TV, 12 episodi (2007)
- Renegadepress.com - serie TV, 7 episodi (2005 - 2008)
- The Twilight Saga: New Moon, regia di Chris Weitz (2009)
- The Twilight Saga: Eclipse, regia di David Slade (2010)
- Shattered - serie TV, episodio 1x03 (2010)
- The Twilight Saga: Breaking Dawn - Parte 1, regia di Bill Condon (2011)
- Fishing Naked, regia di Peter Coggan (2012)
- The Twilight Saga: Breaking Dawn - Parte 2, regia di Bill Condon (2012)